# Pineta di Linguaglossa
Pineta di Linguaglossa este o arie protejată (arie specială de conservare — SAC, sit de importanță comunitară — SCI) din Italia întinsă pe o suprafață de 605 ha, integral pe uscat.

## Localizare
Centrul sitului Pineta di Linguaglossa este situat la coordonatele 37°48′12″N 15°03′29″E / 37.803333°N 15.058056°E.

## Înființare
Situl Pineta di Linguaglossa a fost declarat sit de importanță comunitară în septembrie 1995 pentru a proteja 1 specie de animale. Situl a fost protejat și ca arie specială de conservare în martie 2017.

## Biodiversitate
Situată în ecoregiunea mediteraneană, aria protejată conține 6 habitate naturale: Păduri de stejar alb estice, Câmpuri de lavă și excavații naturale, Păduri de fag din Apenini cu Taxus și Ilex, Lande oro-mediteraneene cu formațiuni endemice de grozamă, Păduri de Castanea sativa, Păduri de pin (sub-) mediteraneene cu pini negri endemici.
La baza desemnării sitului se află o specie protejată de  mamifere: liliacul mare cu potcoavă (Rhinolophus ferrumequinum)
Pe lângă speciile protejate, pe teritoriul sitului au mai fost identificate 9 specii de plante, 9 specii de păsări, 1 specie de amfibieni, 5 specii de mamifere, 55 de specii de nevertebrate, 6 specii de reptile.